# Chen Yuxi
Chen Yuxi (陈芋汐; Shanghai, 11 settembre 2005) è una tuffatrice cinese.

## Biografia
All'età di tredici anni ha vinto la medaglia d'oro nella piattaforma 10m ai campionati mondiali di Gwangju (2019).

## Palmares
- Giochi olimpici

Tokyo 2020: oro nel sincro 10m, argento nella piattaforma 10m.
Parigi 2024: oro nel sincro 10m, argento nella piattaforma 10m.
- Mondiali

Gwangju 2019: oro nella piattaforma 10m.
Budapest 2022: oro nella piattaforma 10m e nel sincro 10m.
Fukuoka 2023: oro nel sincro 10m e nella piattaforma 10m.
Doha 2024: oro nel sincro 10m, argento nella piattaforma 10m.
Singapore 2025: oro nella piattaforma 10m, nel sincro 10m e nella squadra mista.

### Coppa del Mondo
- Vincitrice della Coppa del Mondo della piattaforma 10m nel 2022, nel 2024 e nel 2025
- Vincitrice della Coppa del Mondo del sincro 10m nel 2022 e nel 2024 e nel 2025
- Vincitrice della Coppa del Mondo del team event nel 2024 e nel 2025

## Riconoscimenti
- Atleta dell'anno World Aquatics: 2022